# Théodelinde de Beauharnais

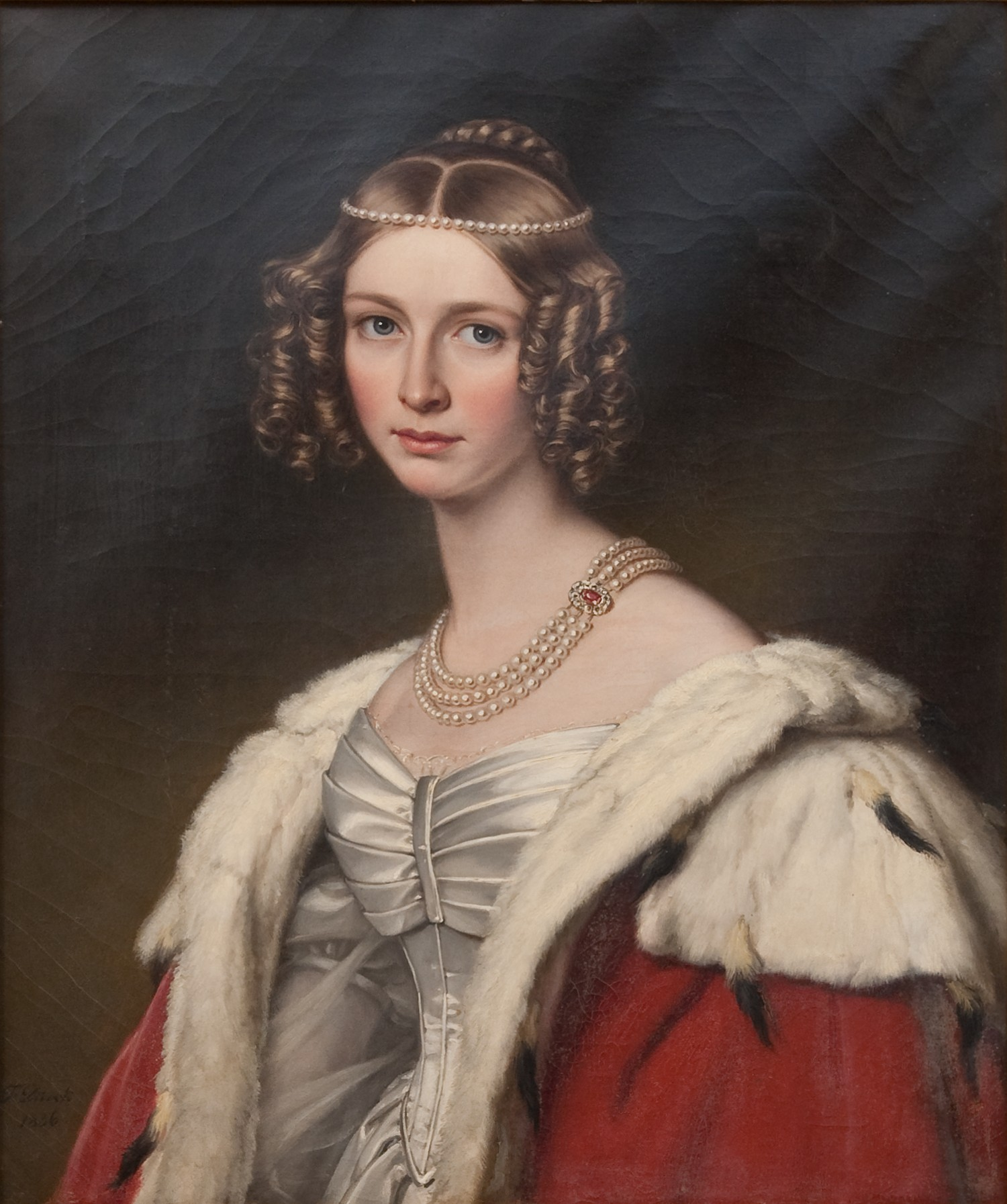
Friedrich Dürck: Prinzessin Theodelinde von Leuchtenberg, 1836

Théodelinde de Beauharnais, vollständiger Name Théodelinde Louise Eugénie Auguste Napoléone de Beauharnais (* 13. April 1814 in Mantua, Italien; † 1. April 1857 in Stuttgart) war eine Prinzessin von Leuchtenberg. Durch Heirat mit Wilhelm von Urach wurde sie zur Gräfin von Württemberg.

## Leben

### Herkunft
Theodelinde war die vierte Tochter von Eugène de Beauharnais (1781–1824), Herzog von Leuchtenberg, und seiner Ehefrau Prinzessin Auguste von Bayern (1788–1851), älteste Tochter des Königs Maximilian I. Joseph von Bayern und dessen erster Gattin Prinzessin Auguste Wilhelmine von Hessen-Darmstadt. Ihre Großeltern väterlicherseits waren Vicomte Alexandre de Beauharnais und seine Gattin Marie Josephe Rose de Tascher de la Pagerie, die spätere Kaiserin Joséphine. Napoléon III., seit 1852 Kaiser der Franzosen, war ihr Vetter ersten Grades.
Im Jahre 1817 verlieh ihr Großvater, König Maximilian I. Joseph, ihrem Vater und dessen Familie den Titel eines Herzogs von Leuchtenberg und Fürsten von Eichstätt. Diesen zuletzt genannten Titel verkauften die Nachkommen der Familie 1855.

### Jugendzeit
Théodelinde wurde im April 1814 geboren, dem Monat, in dem die Herrschaft Kaiser Napoléons I. nach der Völkerschlacht bei Leipzig und seiner letzten Niederlage in der Schlacht bei Paris mit Absetzung durch den Senat und seiner Abdankung zu Ende ging. Außerdem musste ihr Vater Eugène de Beauharnais die ihm von seinem Stiefvater Napoleon 1805 übertragene Herrschaft als Vizekönig von Italien aufgeben und mit der Familie zu seinem Schwiegervater König Maximilian I. Joseph von Bayern nach München fliehen. Der ernannte ihn zum Herzog von Leuchtenberg und Fürsten von Eichstätt. Eugène erwarb 1816 Schloss Ismaning als Sommersitz, ließ es von Hofbaumeister Leo von Klenze renovieren und von ihm 1817 bis 1823 das Palais Leuchtenberg als Hauptwohnsitz errichten.
Neben Ismaning und München hielt sich die junge Théodelinde auch längere Zeit in Eichstätt und mit ihrer Mutter in Italien auf. Sie versuchte, sich in dem südlichen Klima von einem schon früh aufgetretenen Lungenleiden (möglicherweise Tuberkulose) zu kurieren, wobei sie sich laut ihrem Briefwechsel offenbar der Gefahr bewusst war, denn sie schrieb als Zwanzigjährige, sie empfinde keine Angst vor dem Tode. Sie besuchte auch mit ihren Schwestern gerne ihre Tante Hortense de Beauharnais auf Schloss Arenenberg bei Konstanz am Bodensee, die dort mit ihrem Sohn Louis-Napoléon, dem späteren Kaiser der Franzosen, im Exil lebte.S. 142 und 143.

### Ehe
Am 8. Februar 1841 heiratete Prinzessin Théodelinde mit 27 Jahren in München den späteren Herzog von Urach, Graf Wilhelm von Württemberg (1810–1869), Sohn des Herzogs Wilhelm von Württemberg, Bruder des Königs Friedrich von Württemberg, und seiner Frau Freiin Wilhelmine Rhodis von Tundersfeld. Aus der Ehe gingen vier Töchter hervor:
- Auguste-Eugénie Wilhelmine Marie Pauline Friederike (1842–1916)

⚭ 1865 Graf Parzival Rudolf von Enzenberg
⚭ 1877 Graf Franz von Thun und Hohenstein
- Marie Joséphine Friederike Eugénie Wilhelmine Théodelinde (1844–1864)
- Eugénie-Amalie Auguste Wilhelmine Théodelinde (1848–1867)
- Mathilde Auguste Pauline Wilhelmine Théodelinde (1854–1907)

⚭ 1874 Paolo Altieri Fürst von Oriolo und Viano (1849–1901)

### Bautätigkeit

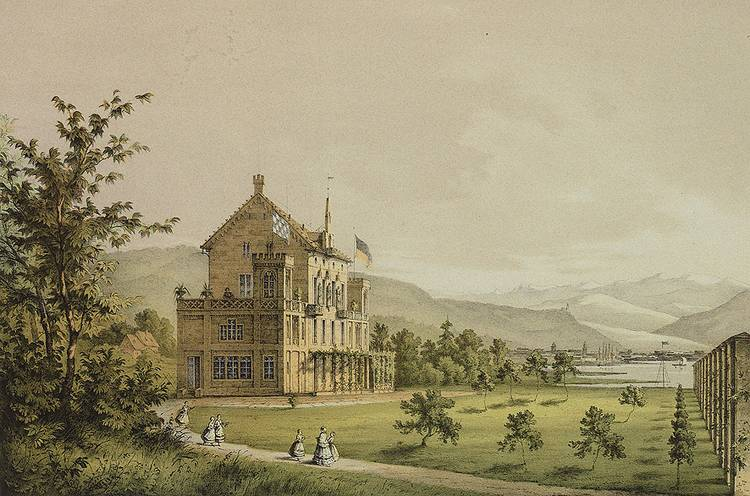
Villa Leuchtenberg in Lindau. Besitzerin die durchlauchtigste Prinzess Theodolinde von Württemberg, Lithographie um 1855

Das Interesse ihres Ehemanns Wilhelm von Urach an Kunst und Geschichte (er gründete den Würtembergischen Geschichts- und Altertumsverein) und der 1826 veröffentlichte Roman Lichtenstein Wilhelm Hauffs inspirierten ihn zum Bau der Burg Lichtenstein, einer deutschen Ritterburg im edelsten Style des Mittelalters, die 1842 vom Architekten Carl Alexander Heideloff fertiggestellt wurde.
Nach dem Kauf eines eigenen dreistöckigen Hauses in Stuttgart suchte Théodelinde wegen ihrer angegriffenen Gesundheit nach einem Ort der Erholung und Sommerfrische. Sie hoffte die früheren guten Erfahrungen der Heilung oder zumindest Linderung aus ihren Italienaufenthalten im milden Bodenseeklima fortsetzen zu können und suchte dort ab 1851 nach einer vakanten Villa. Schließlich kaufte sie das ehemalige Zollhaus am Reutiner Bodenseeufer (Lindau) und ließ es von 1853 bis 1855 Villa Leuchtenberg umbauen.S. 143
Gräfin Théodelinde hat laut ihrem Briefwechsel die Aufenthalte in ihrer Villa und dem Park am Bodensee sehr genossen. Allerdings starb sie nach kurzer Krankheit (vermutlich Tuberkulose) in Stuttgart am 1. April 1857. Sie wurde in der Gruft von Ludwigsburg beigesetzt. Ihr Herz kam in die Hauskapelle des Palais in München.

## Name in verschiedenen Lebensphasen
- 1814–1841: Théodelinde Louise Eugénie Auguste Napoléone de Beauharnais
- 1814–1814: Prinzessin von Italien
- 1814–1814: Prinzessin von Frankreich
- 1817–1841: Prinzessin von Leuchtenberg, mit der Anrede Ihre königliche Hoheit
- 1817–1841: Prinzessin von Eichstätt
- 1841–1857: Gräfin von Württemberg

## Film
- Napoleons Erben in Bayern. Die Herzöge von Leuchtenberg, BR-Filmdokumentation von Bernhard Graf, 2020.